# خط جوئتسو
خط جوئتسو (به ژاپنی: 上越線; Jōetsu-sen) یکی از خطوط ریلی اصلی ژاپن است که به شرکت حمل و نقل ریلی شرق ژاپن تعلق دارد. این خط ریلی، ایستگاه تاکاساکی در استان گونما را به ایستگاه میائوچی در استان نیگاتا، و مناطق شمال غرب کانتو و سواحل دریای ژاپن در منطقهٔ کوبو را به هم متصل می‌نماید.